# Boccia ai XVI Giochi paralimpici estivi
Le gare di boccia ai XVI Giochi paralimpici estivi si sono svolte dal 28 agosto al 5 settembre 2021 presso l'Ariake Gymnastics Centre.

## Formato
Tutte le gare sono state miste, ossia senza distinzione uomini/donne. Sono stati svolti quattro eventi individuali, due di coppia e uno a squadre (ciascuna composta da tre atleti). Ogni evento consisteva di una fase eliminatoria a gironi seguita dalla fase a eliminazione diretta (comprensiva di quarti di finale nelle gare individuali). Tutti gli eventi comprendevano anche una finale per l'assegnazione della medaglia di bronzo.

## Classificazione
La classificazione degli atleti prevedeva quattro classi (precedute dal prefisso BC) e seguiva i seguenti criteri:
- BC1: atleti con gravi limitazioni delle attività a causa di problemi di coordinazione che si riflettevano su arti e tronco, generalmente in carrozzina elettrica ma che non necessitavano di dispositivi di assistenza;
- BC2: atleti con funzionalità delle braccia e un controllo migliore del tronco rispetto alla classe BC1 ma senza la possibilità di essere assistiti da un'altra persona;
- BC3: giocatori con funzione degli arti limitate, scarso o assente controllo del tronco sia per cause cerebrali che non, privi delle capacità di lanciare la boccia costantemente (per cui necessitavano di dispositivi come rampe o di un assistente);
- BC4: riservata ad atleti le cui disabilità non avevano cause cerebrali bensì derivavano da progressiva perdita del tono muscolare o da disabilità a tutti i quattro arti causate da lesioni al midollo spinale o da amputazioni, a cui era concesso l'uso di guanti o altri dispositivi.

## Podi
| Evento      | Classe | Oro                                                                                | Argento                                                    | Bronzo                                                                  |
| Individuale | BC1    | David Smith                                                                        | Chew Wei Lun                                               | Jose Carlos Chagas de Oliveira                                          |
| Individuale | BC2    | Hidetaka Sugimura                                                                  | Watcharaphon Vongsa                                        | Maciel Santos                                                           |
| Individuale | BC3    | Adam Peška                                                                         | Grigorios Polychronidis                                    | Daniel Michel                                                           |
| Individuale | BC4    | Samuel Andrejčík                                                                   | Pornchok Larpyen                                           | Leung Yuk Wing                                                          |
| Di coppia   | BC3    | Corea del Sud Jeong Ho-won Kim Han-soo Choi Ye-jin                                 | Giappone Kazuki Takahashi Keisuke Kawamoto Keiko Tanaka    | Grecia Grigorios Polychronidis Anna Ntenta Anastasia Pyrgiotis          |
| Di coppia   | BC4    | Slovacchia Samuel Andrejčík Michaela Balcová Martin Strehársky                     | Hong Kong Vivian Lau Wai-yan Leung Yuk Wing Wong Kwan Hang | RPC Daria Adonina Sergey Safin Ivan Frolov                              |
| A squadre   | BC1-2  | Thailandia Witsanu Huadpradit Subin Tipmanee Watcharaphon Vongsa Worawut Saengampa | Cina Zhang Qi Yan Zhiqiang Lan Zhijian                     | Giappone Takumi Nakamura Takayuki Hirose Hidetaka Sugimura Yuriko Fujii |

## Medagliere
| Posizione | Paese         | Oro | Argento | Bronzo | Totale |
| --------- | ------------- | --- | ------- | ------ | ------ |
| 1         | Slovacchia    | 2   | 0       | 0      | 2      |
| 2         | Thailandia    | 1   | 2       | 0      | 3      |
| 3         | Giappone      | 1   | 1       | 1      | 3      |
| 4         | Rep. Ceca     | 1   | 0       | 0      | 1      |
| 4         | Gran Bretagna | 1   | 0       | 0      | 1      |
| 4         | Corea del Sud | 1   | 0       | 0      | 1      |
| 7         | Grecia        | 0   | 1       | 1      | 2      |
| 7         | Hong Kong     | 0   | 1       | 1      | 2      |
| 9         | Cina          | 0   | 1       | 0      | 1      |
| 9         | Malaysia      | 0   | 1       | 0      | 1      |
| 11        | Brasile       | 0   | 0       | 2      | 2      |
| 12        | Australia     | 0   | 0       | 1      | 1      |
| 12        | RPC           | 0   | 0       | 1      | 1      |